# Paride Stefanini
Paride Stefanini (Roma, 15 gennaio 1904 – Roma, 27 gennaio 1981) è stato un chirurgo italiano, famoso per essere stato autore del primo trapianto di organi in Italia.

## Biografia
Paride Stefanini consegue la laurea in Medicina e Chirurgia presso la Clinica Chirurgica dell'Università "La Sapienza" di Roma diretta da Roberto Alessandri ove negli anni precedenti l'ultima guerra mondiale si erano formati molti allievi destinati alle maggiori cattedre nelle università italiane. Diviene poi primario all'Ospedale dell'Aquila dove fonda l'Istituto Superiore di Medicina nell'università della stessa città e inizia un sodalizio collaborativo con Marino Benvenuti, psichiatra direttore dell'Ospedale Psichiatrico dell'Aquila. Assume poi la Cattedra di Patologia e quella di Clinica Chirurgica presso l'Università degli Studi di Perugia e infine diviene professore ordinario a Roma dopo un'esperienza all'Università di Pisa. Contribuì a fondare la facoltà di medicina dell'Università nazionale somala, a Mogadiscio.
Stefanini è stato il primo ad effettuare un trapianto in Italia: il 30 aprile del 1966 un'équipe da lui guidata trapiantò un rene, prelevato da una signora abruzzese, in una ragazza di diciassette anni.
Poco tempo dopo, Stefanini con la sua équipe effettuano il trapianto di un rene prelevato da uno scimpanzé su un essere umano. Si è trattato del secondo xenotrapianto di questo tipo nel mondo.
Venerdì 7 settembre 1973 alla clinica Mater Dei operò alle vie biliari Anna Magnani, affetta da tumore del pancreas, senza riuscire a salvarla (sarebbe morta il 26).
A lui è dedicato il Dipartimento di Chirurgia Generale, Specialità Chirurgiche e Trapianti d'Organo presso l'Università "La Sapienza" di Roma.